# Elezioni locali in Corea del Nord del 1993
Le elezioni delle assemblee popolari provinciali e municipali in Corea del Nord del 1993 si tennero il 21 novembre. 
Furono eletti 3 520 deputati delle assemblee popolari provinciali e municipali.
L'affluenza fu del 99,9% e i candidati ricevettero un tasso di approvazione del 100%. 